# The New Boy
The New Boy är en australisk dramafilm från 2023. Filmen är regisserad av Warwick Thornton, som även skrivit filmens manus.
Filmen hade världspremiär på Filmfestivalen i Cannes i maj 2023 och hade biopremiär i Australien den 6 juli 2023. Den hade biopremiär i Sverige den 29 mars 2024, utgiven av Noble Entertainment.

## Handling
Filmen kretsar kring en nioårig aboriginsk föräldralös pojke, New Boy, som lämnas hos nunnorna i ett avlägset kloster.

## Rollista (i urval)
- Aswan Reid – New Boy
- Cate Blanchett – syster Eileen
- Deborah Mailman – syster Mum
- Wayne Blair – George